# Partit dels Treballadors (Turquia)
EL Partit dels Treballadors (turc İşçi Partisi) és un partit polític de Turquia que té el seu origen en el proxinès Partit Revolucionari dels Obrers i Camperols (Türkiye İhtilâlci İşçi Köylü Partisi). Fou fundat el 1992 i barreja teoria maoista amb nacionalisme turc anti-imperialista. Tot i que accepta el socialisme com a ideologia principal, té idees més nacionalistes que els altres partits de dreta a Turquia. Admiren el fundador de la nació, Mustafa Kemal Atatürk (que és considerat socialista per la majoria dels membres del partit) tant com altres líders revolucionaris com Fidel Castro i Mao Zedong. També defensa els interessos turcs en les qüestions relatives a Xipre, Grècia o Armènia. En el pla internacional, està vinculat amb el Partit dels Treballo de Mexico.
El líder del partit, Doğu Perinçek és conegut per anomenar el genocidi armeni, una mentida imperialista creada per a destruir la fraternitat entre els turcs i els armenis i fins i tot va ser condemnat a Suïssa per afirmar aquestes idees en públic i negar el genocidi armeni.
L'ala jove de l'İP és coneguda com a Öncü Gençlik (Vanguàrdia de la Joventut). L'ala femenina és coneguda com a Öncü Kadin (Vanguàrdia de la Dona).

## Mitjans de comunicació
- Aydınlık (Llum), setmanari.
- Teori (Teoria), mensual.
- Bilim ve Ütopya (Ciència i Utopia), mensual científic.
- Ulusal Kanal (Canal nacional), estació de televisió.
- Kaynak Yayınları (Publicacions origen), editorial.

## Resultats electorals
- Eleccions legislatives turques de 1995: 61.428 vots (0,22%)
- Eleccions legislatives turques de 1999: 57,593 votes (0,18%)
- Eleccions legislatives turques de 2002: 160,227 votes (0,51%)
- Eleccions legislatives turques de 2007: 69,498 votes (0,38%)